# IRAS 18162-2048
Désignations
IRAS 18162-2048 est une proto-étoile d'environ 10 masses solaires émettant dans l'infrarouge lointain qui est en phase d'accrétion. Deux jets radios sont émis dans son axe de rotation. Ils forment ainsi trois objets Herbig-Haro, HH 81N pour le jet nord et HH 80 et HH 81 pour le jet sud qui s'étendent sur environ 5 parsecs.
Il a été montré en 2010 que les jets HH 80/81 émettent des ondes radios polarisées ce qui indique qu'elles sont produites par des électrons relativistes se déplaçant dans un champ magnétique d'une vingtaine de nanoteslas. C'était la première fois que la communauté a su qu'une proto-étoile pouvait produire des jets magnétisés.